# Shum Laka
Shum Laka es un yacimiento arqueológico situado al noroeste de Camerún, cerca de la ciudad de Bamenda en la región de Grassfields. Fue ocupado durante el Pleistoceno y el Holoceno y datado específicamente en la Edad de Piedra tardía.

## Localización
Es uno de los yacimientos arqueológicos más significativos de la región y está ubicado en una zona volcánica de elevada altitud 1750 m s. n. m. aproximadamente. 
Configurado en cuatro grandes bloques estratigráficos, las excavaciones realizadas en este yacimiento estaban orientadas hacia una posible reconstrucción del pasado arqueológico vinculado con la cultura bantú. Entre 1991 y 1994 fue ampliamente excavado. Se recogieron datos los cuales establecían un registro de entre el 30.000BP y el 10.000BP.

## Yacimiento y PaleoADN
El yacimiento destaca por sus artefactos y evidencias óseas humanas que datan del final de la Edad de Piedra (8.000 años atrás) y el comienzo de la Edad del Hierro (hace 2.500 años). Asistimos a un periodo de cambios culturales ya que se considera que durante el Holoceno Tardío la frontera entre Camerún y Nigeria, fue la cuna de la lengua bantú.
El bantú constituye uno de los grupos lingüísticos africanos más grandes. Se cree que se originó hace aproximadamente 5000 años en el área de Grassfields de Camerún, vecina de Nigeria.
Las excavaciones efectuadas en Shum Laka tuvieron mucho éxito. Se hallaron desde medio millón de artefactos de piedra, más de 1200 fragmentos de cerámica, 18 esqueletos humanos comprendidos entre dos distintas fases de enterramiento y miles de restos de fauna y plantas.
De estos restos se han elaborado estudios recientes del ADN mitocondrial, muestras que fueron obtenidas de los huesos del oído interno. Solo se pudieron extraer y recuperar los datos de cuatro individuos, cuyas edades varían entre los cuatro y quince años. Las investigaciones del ADN han revelado una ascendencia distinta a la mayoría de los hablantes de la lengua bantú en la actualidad, más bien, guardan similitudes con los cazadores-recolectores de África Central. Una de las muestras extraídas, ha manifestado un haplogrupo de cromosomas Y A00 que no se encuentra en ninguna parte fuera del oeste de Camerún en la actualidad.
Dicho haplogrupo se separó de todas las demás ramas humanas hace entre 300.000 y 200.000 años. Esto demuestra, que esta rama ha estado presente en el centro-oeste de África durante más de 8.000 años y tal vez durante mucho más tiempo. Por lo que estos estudios sugieren que los linajes que conducen a los cazadores recolectores de África central, los cazadores recolectores del Sur y todos los demás humanos modernos divergieron en una sucesión cercana hace 250.00 y 200.000 años (Garay, 2020).
Estos hallazgos se unen al consenso entre los arqueólogos y genetistas sobre que los orígenes humanos en África pueden haber involucrado poblaciones profundamente divergentes y geográficamente separadas. El análisis también reveló otro conjunto de cuatro linajes humanos que se ramificaron entre 80.000 y 60.000 años atrás, incluido el linaje que se sabe que dio origen a todos los no africanos actuales.  

## Industria lítica
En relación con la industria lítica, los estudios han demostrado que por lo general casi todo el conjunto es de proporciones microlíticas. Se han clasificado tres grupos relacionados con la industria que utilizaron las poblaciones prehistóricas de Shum Laka:  
- El primer conjunto lo comprenden las tobas basálticas.
- El segundo comprendido por distintos tipos de cuarzo.
- El tercero formado por un conjunto de rocas especiales entre los que están el “chert”, una roca caracterizada por su similitud al sílex, y obsidiana.

No obstante, Shum Laka destaca por su industria de cuarzo, puesto que es la materia prima que más predomina en el territorio, cuya cronología abarca el Pleistoceno Superior, algo notable y que es único en los registros arqueológicos de África occidental del Sur del Sahara (Lavachery, Philippe 2001). Durante inicios del Holoceno el material comenzará a aparecer solo en un 63% dejando paso a un aumento de materiales como la obsidiana, granito y chert. 
En cuanto a al tipología se hace muy complejo para los investigadores el encontrar un estándar tipológico, es por ello que se decidió adoptar la tipología de Clark y Kleindienst (Cornelissen, E. 2003). En este estudio prevalece la observación de las piezas retocadas para realizar la tipología, sin embargo, al ser el cuarzo la materia prima predominante dificulta la diferenciación de lo que son retoques intencionados o simples desescamación del material. 